# Akropolis von Rhodos

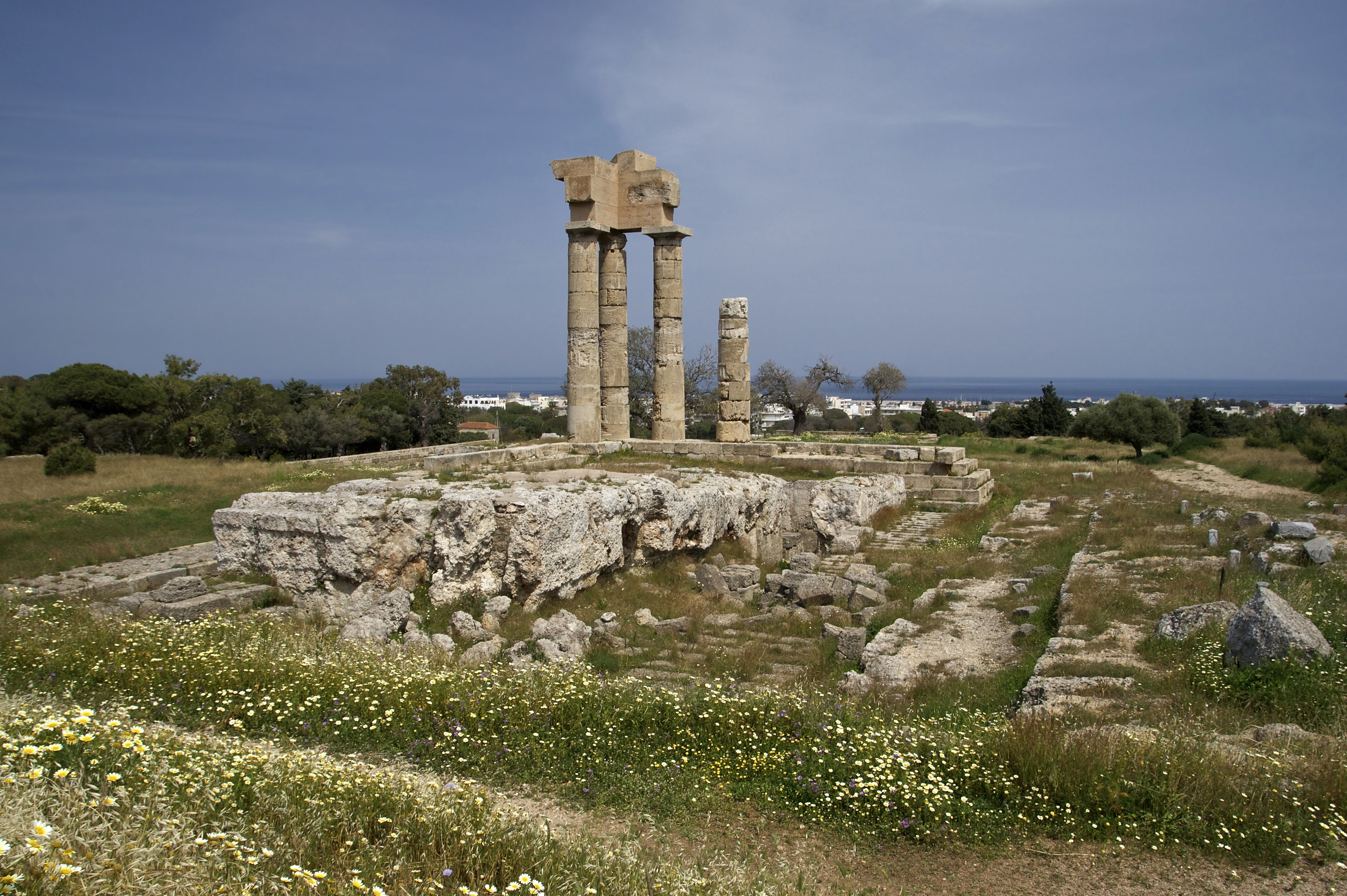
Tempel des Apollon

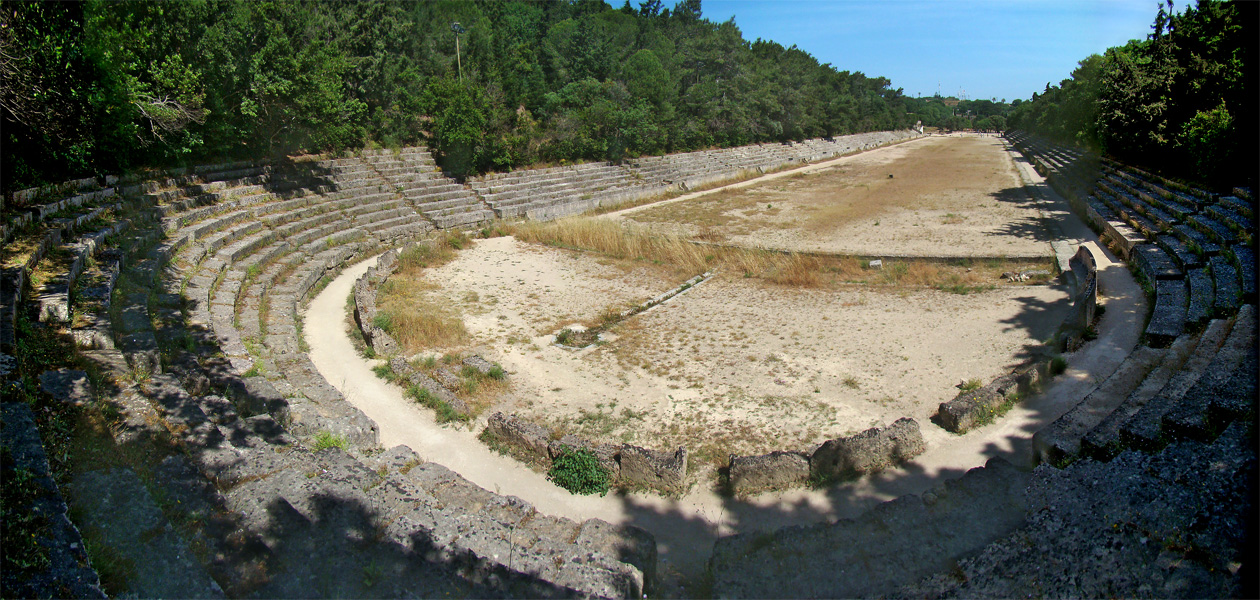
Das Stadion

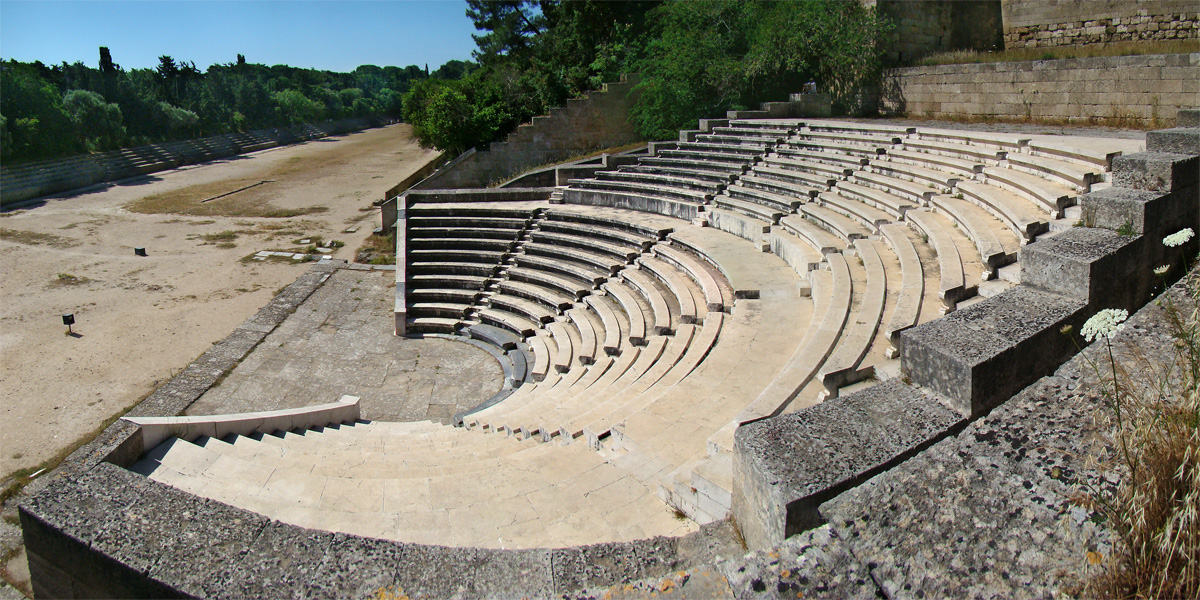
Das antike Odeion

Die Akropolis von Rhodos (altgriechisch Ακρόπολη της Ρόδου, auch: Monte Smith Hill, St Stephens) ist eine antike Akropolis, die vor allem in der Zeit vom 5. Jahrhundert v. Chr. bis in das 3. Jahrhundert v. Chr. ausgebaut wurde. Sie erhebt sich rund drei Kilometer vom Zentrum der modernen Stadt Rhodos entfernt auf der gleichnamigen Insel in Griechenland. Die Funde der Ausgrabungsstätte wurden teilweise rekonstruiert. Man kann einen Tempel des Apollon sowie einen der Athena Polias und des Zeus Polieus, außerdem ein Stadion und ein kleines Odeion besichtigen. Die Umgebung wurde als Park gestaltet. Der Monte Smith-Park wurde nach dem englischen Admiral in den napoleonischen Kriegen, William Sidney Smith, benannt.

## Geschichte
Rhodos, die größte Insel der Dodekanes, machte um 408 v. Chr., gegen Ende des Peloponnesischen Krieges, eine enorme Entwicklung durch. Drei der Städte der Insel verbanden sich und bauten zusammen eine neue Stadt, die Stadt Rhodos. Sie befand sich in dem Bezirk Ialysos und war sehr reich. Nachdem die Stadt eine Belagerung durch Demetrios I. Poliorketes (305–303 v. Chr.) überstanden hatte, wurde eine Sammlung veranstaltet und der Koloss von Rhodos erbaut. Die massive Statue war ein Standbild zu Ehren des Gottes Helios, mit dem Rhodos in der griechischen Mythologie in Verbindung gebracht wird. Der Koloss ist bekannt als eines der sieben Weltwunder. Nach dem verheerenden Erdbeben von Rhodos 227 v. Chr., bei dem die riesige Statue umgeworfen und die Stadt zerstört wurde, wurde nur die Stadt wieder aufgebaut. 42 v. Chr. wurde sie von Cassius geplündert, wovon sie sich nie mehr erholte.
Ein weiteres Erdbeben 515 n. Chr. führte zu einem starken Schrumpfen, so dass die Stadt nur noch das Gebiet des Palais Polis, die heutige Altstadt umfasste. Während der nächsten Jahrhunderte wurde sie wiederholt von Persern und Arabern geplündert und nach der erfolglosen Belagerung von Rhodos (1480) letztendlich von den Osmanen nach der Belagerung von Rhodos (1522) erobert.
Im Krieg mit den Osmanen besetzten die Italiener in der Schlacht von Rhodos (1912) die Dodekanes-Inseln, die erst 1945, am Ende des Zweiten Weltkrieges befreit wurden. Die Engländer besorgten die Geschäfte und die Eingliederung in Griechenland 1948. Heute ist die Insel ein beliebtes Urlaubsziel.

## Ausgrabung und Erhaltung
Die ersten Ausgrabungen wurden von der Scuola Archeologica Italiana di Atene zwischen 1912 und 1945 durchgeführt. Nach dem Zweiten Weltkrieg übernahm der Griechische Archäologische Dienst die Ausgrabungen und die Restaurierungsarbeiten. Der Tempel des Pythischen Apollon, der im Krieg stark beschädigt worden war, wurde umfassend restauriert. Die Ausgrabungen dauern bis heute an. Der Archäologische Akropolis-Park umfasst 12.500 m².

## Monumente
Die Akropolis liegt auf dem höchsten Punkt der Stadt. Die Gebäude wurden auf abgestuften Terrassen erbaut, die durch Stützmauern gehalten werden.
Tempel der Athena Polias und des Zeus Polieus
Am Nordende der Akropolis liegt dieser Tempel, der auf einer Ost-West-Achse ausgerichtet ist. Der Tempel war dorischer Ordnung und beherbergte ursprünglich die Niederschriften der Verträge, die die Rhodier mit anderen Staaten abgeschlossen hatten. Im Osten schloss sich eine Stoa an.
Nymphaeum
Südöstlich des Tempels sind vier unterirdische „Strukturen“ in den Felsen gehauen. Sie verfügen über eine Eingangstreppe, Durchlässe und eine große Öffnung in der Mitte der Decke, zusammen mit Wasserzisternen, und Nischen für Statuen. Man vermutet, dass diese Höhlen zu Ritualen und zu Erholungszwecken genutzt wurden.
Tempel des Pythischen Apollon
Dieser am Südende der Akropolis liegende Tempel ist wie der Tempel der Athena nach Osten ausgerichtet. Ein Teil des Peripteraltempels wurde wieder aufgebaut.
Odeion
Das kleine als Odeion dienende und aus Marmor errichtete Theater bot etwa 800 Zuschauern Platz. Es liegt nordwestlich des Stadions.
Stoa
Die beeindruckende Fassade war bis zum Hafen zu sehen. Heute ist nur noch eine Grundmauer erhalten.
Artemision
Dieser Kultplatz liegt auf der Nordostseite des Hügels, zwischen weiteren Ruinen.
Stadion
Das Stadion liegt südöstlich des Hügels. Es hat eine Länge von 210 m und wurde von den Italienern restauriert. Die erhaltenen Teile sind die Sphendonen (abgerundeten Enden mit den Wendemarken), Prohedrien (Beamtensitze) und einige Tribünen. Auch der Start-Apparat ist erhalten. Im Stadion wurden die Haleion-Spiele zu Ehren des Sonnengottes Helios abgehalten.